# نیوت آرنولد
نیوت آرنولد (به انگلیسی: Newt Arnold) (متولد ۱۲ فوریه ۱۹۲۲ – در گذشت ۱۲ فوریه ۲۰۰۰) دستیار کارگردان، تهیه‌کننده، فیلم‌نامه‌نویس و کارگردان آمریکایی بود. آرنولد فیلم رینگ خونین را کارگردانی کرد که در سال ۱۹۸۸ منتشر شد و از آن زمان به یک فیلم کالت تبدیل شده‌است، و همچنین آرنولد دو بار جایزه انجمن کارگردانان آمریکا را برای کارش به عنوان دستیار کارگردان فیلم‌های پدرخوانده: قسمت دوم و ۱۲ مرد خشمگین (فیلم ۱۹۹۷) دریافت کرد. همچنین کارگردانی صحنه‌های اضافی برای فیلم آلن کواترمین و شهر گمشده طلا (۱۹۸۶) بود.

## اوایل زندگی
او متولد در پالو آلتو کالیفرنیا می‌باشد. آرنولد توانست به دست بیاورد مدرک لیسانس خود را در دانشگاه استنفورد و کارشناسی ارشد بورسیه در بنف دانشکده هنرهای زیبا و دانشگاه لندن. او موفق به دریافت مدرک کارشناسی ارشد از دانشگاه کالیفرنیا در لس آنجلس شد.

## آثار کارگردانی
- دست‌های یک غریبه (۱۹۶۲)
- تشنه خون (۱۹۷۱)
- رینگ خونین (۱۹۸۸)

## مرگ
آرنولد به خاطر بیماری سرطان خون در تاریخ ۱۲ فوریه سال ۲۰۰۰ در خانه اش واقع در انسینو، لس‌آنجلس در کنار همسر و دو پسرانش جاناتان و اوان، در سن ۷۸ سالگی در گذشت.